# Српски језик
Српски језик припада словенској групи језика породице индоевропских језика.
Српски језик је званичан у Србији, Босни и Херцеговини и Црној Гори и говори га око 12 милиона људи. Такође је мањински језик у државама централне и источне Европе.
За српски језик је карактеристична двоазбучност: српска ћирилица (приоритетно српско писмо) и српска латиница, коју су реформисали Вук Караџић и Ђура Даничић).

## О називу
Тај се језик називао не само српски него и словински, славено-српски, илирски, далматински, дубровачки, босански, славонски, хрватски, наш језик итд.

### Термин српски језик данас
Крајем 90-тих година 20. века србиста Милош Ковачевић у раду „Шта је то и куда иде српски језик“ поставља кључно питање: „До јуче Срби, навикли на српскохрватски језик и сербокроатистику, као да нису знали ни за српски језик ни за србистику. А знају ли данас, кад је термин српски језик међу Србима опет оживио, шта тај термин подразумијева, тј. шта му је (данашњи) ‚садржај‘?“ (стр.29). У то време, садржај термина прецизно је растумачен у декларацији Слово о српском језику.
У домаћој науци (србистика), једна од новијих дефиниција гласи: „... термин српски језик данас у (социо)лингвистици мора да има два значења: он је хипероним и кохипоним терминима хрватски, бошњачки/босански и црногорски језик. Као хипероним он једини има статус лингвистичког језика, док су сви остали само политички језици (језици само по имену), док су лингвистички искључиво варијанте српскога језика. Варијанте језика представљају, дакле, различите стандарде истога језика, а никако различите језике. Због тога нема никаквог упоришта различите стандарде истога језика звати различитим стандардним језицима. Посебно не у српској филологији, пошто је неспорно да су сви ти различити стандарди што су именовани различитим стандардним језицима стандарди српскога (вуковског) језика. У српској филологији ти стандарди једноставно не би смели имати ни номинацијски статус ‚језика‘, јер би се тиме они посредно признали за језике, или друкчије речено: тиме би се кохипоними српскога језика изједначили са српским језиком као хиперонимом“.

## Историја српског језика
Историја српског језика обухвата неколико развојних фаза, које имају своју предисторију у првобитној диференцијацији унутар групе балтословенских језика, а затим у процесу диференцијације унутар групе словенских језика, која је убрзана након словенских сеоба током 6. и 7. века, након чега је отпочео процес диференцијације унутар групе јужнословенских језика, који је довео до стварања српског и осталих сродних језика.

### Балтословенски
По највероватнијој научној претпоставци, Курганској претпоставци, која се заснива на поређењу данашњих језика, сви балтословенски језици су настали од прабалтословенског језика, који је, опет, настао од источног огранка праиндоевропског језика на степама Понта (познат и као Сатемски). Прабалтословенски језик је вероватно постојао од 3. до 1. миленијума п. н. е. Дати језик био је близак индоиранском језику и прагерманском језику.
„Зрело доба“ прабалтословенског језика везује се за раздобље 1500 - 1300. п. н. е. После тога се дати језик распао на два засебна језика: прабалтички и прасловенски језик.

### Прасловенски
Прасловенски језик се вероватно појавио негде између 1500. и 1000. п. н. е. у јужној половини подручја прабалтословенског језика. Ово је закључено на основу тога што су у данашњим словенским језицима добро очуване речи за унутрашње воде (које су овде најважнији елемент предела) у односу на друге топониме. Слично томе, речи за биљке и животиње које насељавају ово подручје такође имају велики ниво сличности у већини живих словенских језика . На датом подручју нађено је много археолошких локалитета, што говори о постојању праисторијских култура.
Током старог века подручје насељено Словенима (и где се говорио прасловенски језик) обухвата је области река Висле, Буга, Дњепра и Припјата, што се поклапа са данашњим просторима источне Пољске, јужне Белорусије и северозападне Украјине.
Зенит прасловенског језика везује се за раздобље 5. и 6. века, када се он нагло шири са сеобама словенског становништва на запад, југ, исток и север. Истовремено почиње издвајање појединих дијалеката. И поред тога, верује се да је у 8. веку исти језик говорен од Солуна на југу до Великог Новгорода на северу. За два века језичко подручје прасловенског језика проширено је неколико пута. Овако брзо ширење прасловенског језика (и словенског живља) и данас је загонетка.
У 9. веку јављају се последње промене у прасловенском језику, које су биле својствене свим његовим дијалектима. Постепено су се на основу дијалеката издвајали поједини словенски језици. Без обзира на то, и за следећих 4—5 векова може се говорити „општесловенској језичкој разумљивости“. Ово потврђује и делатност Светих Ћирила и Методија, који су крајем 9. века без већих мука ширили хришћанство на словенском дијалекту из околине Солуна међу Словенима из Велике Моравске (видети: црквенословенски језик).
Као последња особина постојања прасловенског језика сматра се губитак „слабог јера (Ъ)“, који се у различитим подручјима догодио негде између 10. и 12. века. У ово време појављују се и први писани извори, у којима се очитава појава значајних разлика. То је довело до појаве тзв. „редакција“, од којих су настали данашњи словенски језици.

### Старословенски
Старословенски језик (стсл. словѣньскъ ѩзъıкъ; називан и црквенословенски, староцрквенословенски језик) је први писани словенски језик, кодификован на основу говора македонских Словена из околине Солуна, у 9. веку. Старословенска писма била су глагољица и ћирилица.
Кодификовали су га хришћански мисионари, браћа Ћирило и Методије, за превод Библије и других списа с грчког језика. Старословенски је током средњег века постао књижевни језик већине словенских народа
(Јужних Словена од IX до XVIII века, Источних Словена од Х до XVIII века, моравских Словена и Чеха од IX до XI века) и утицао је на формирање многих млађих словенских књижевних језика. Данас је у литургијској употреби у православним и источним католичким црквама словенских земаља.

#### Црквенословенски
Црквенословенски језик (црксл. славе́нскїй ѧ҆зы́къ; познат и као новоцрквенословенски језик) је литургијски језик у словенским православним црквама. Црквенословенски се почео употребљавати након мисија Ћирила и Методија и све до модерног доба је био најважнији словенски књижевни језик. Језик у оном облику у којем је створен за време Ћирила и Методија назива се канонски црквенословенски језик.

### Српскословенски
Српскословенски је назив за српску редакцију старословенског језика која је представљала прву норму српског књижевног језика. Раније је сматрано да се ова норма развила на простору српског Поморја у Зети и Захумљу, на простору са кога потичу најстарији данас сачувани споменици стварани овом редакцијом, али се данас, на основу неких језичких појава, сматра да се она развила много источније, ближе првим центрима словенске писмености на Балканском полуострву, Охриду и Преславу. Као простор њеног настанка, узима се предео око данашње границе Србије и Северне Македоније, северно од линије Кратово—Скопље—Тетово. Имао је три устаљена правописа:
- зетско-хумски, који је био најстарији и коришћен је у Србији (до почетка 13. века) и Босни (до њене пропасти, средином 15. века)
- рашки, који је наследио зетско-хумски у Србији и био у употреби до првих деценија 15. веку
- ресавски, који је настао у XV веку

Најстарији сачувани писани споменици, са краја 12. века, сведоче о томе да је процес формирања српске редакције већ био завршен. Поред српскословенског, у употреби је током овог периода био и народни језик (стручно назван старосрпски језик), који се махом јавља у писмима и правним документима, а понекад и у књижевним делима. Најстарији сачувани споменик писан народним језиком је повеља бана Кулина(1180—1204) упућено Дубровчанима, из 1189. године.

### Народни језик и реформа
Вук Стефановић Караџић (1787—1864) значајан је у историји српског језика због реформе језика, залагању да народни језик буде књижевни, као и због писања првих српских граматика и речника. Рад Вука Караџића значајан је и у историји књижевности јер је управо његов сакупљачки рад сачувао бројне српске народне песме, приче, загонетке и обичаје. Такође ће реформисати ћирилицу пратећи фонетско правило „пиши као што говориш и читај као што је написано”.
Године 1814. у Бечу објављује две књиге:
- Писменица сербскога језика по говору простога народа писана
- Мала простонародна славеносербска пјеснарица

Вук је реформисао српски књижевни језик и обрадио српску ћирилицу пратећи строге фонетске принципе модела Јохана Кристофа Аделунга. Караџићева реформа осавременила је и удаљила српски књижевни језик од српског и црквенословенског језика, и удаљила деловање цркве, и тиме одрадио стандардизацију народног језика. Караџић је, заједно са Ђуром Даничићем, био главни српски потписник Бечког књижевног договора 1850. године, који је, охрабрен од тадашњих аустријских власти, поставио темеље српском језику, који у различитим облицима данас говоре Срби у Србији, Црној Гори, Босни и Херцеговини и Хрватској. Караџић је превео Нови завјет на српски, а превод је објављен 1868. године.
Вукова реформа српског језика и стандардизација српске ћирилице званично је призната 1868. године, четири године након његове смрти.
Године 1818. Вук објављује нови народни речник који садржи 26.270 речи које је Вук чуо у народном говору.
Током рада на граматици, речнику и издавању народних песама, Вук је почео да се бави питањем књижевног језика, који је у његово време представљао хаотичну мешавину. Стара српска књижевност развијала се на српској редакцији старословенског језика све до почетка 19. века. Школовани људи учили су из књига на старом језику, уносећи у њега елементе црквеног и српског народног језика. На тај начин створен је славеносрпски језик, којим се писало како је ко знао. Таква несређена ситуација је била основа са које је Вук кренуо у борбу против писаца старе школе. Борба је почела Вуковом критиком романа Усамљени јуноша 1815. и Љубомир у Елисијуму 1817. Милована Видаковића. Критика је била усмерена на лоше пишчево познавање језика, који је представљао несређену мешавину именских и глаголских облика старог, словенског и народног језика. Како је Видаковић у то време био најпопуларнији српски писац, па је овакав Вуков напад изазвао буру у књижевној јавности. Поред Видаковића, у полемици су учествовали и Јоаким Вујић, Лукијан Мушицки, Павле Берић и Глиша Гершић. Црква и њени највиши представници су предњачили међу Вуковим противницима. Карловачки митрополит Стефан Стратимировић, је већ после првих Вукових књига, дејствовао преко будимских власти да се онемогући штампање књига. Стратимировић се посебно није мирио са Вуковом азбуком, због избацивања старих ћириличних слова и увођења слова Ј, сматрајући то напуштање православља и покатоличавањем.
Поред српске цркве, највећи Вуков противник је био Јован Хаџић, оснивач и председник Матице српске и један од најобразованијих Срба тог времена. Хаџић, који је у почетку био Вуков сарадник, али су се касније разишли по питањима језика, је 1837. почео полемику са Вуком Караџићем. У спису „Ситнице језикословне“, Хаџић је дао упутства за рад будућим граматичарима. Вук је потом написао свој „Одговор на ситнице језикословне“, у ком је замерио Хаџићу на слабом познавању народног језика и непринципијелности у писању. Вуков одговор је био оштар, па је Хаџић наставио полемику написавши неколико чланака и брошура („Утук И“, „Утук II“, „Утук III“...).
Полемика између Караџића и Хаџића је трајала скоро деценију, а Караџић је однео победу тек 1847.
Године 1847, је година Вукове победе, и година у којој је коначно доказао да је српски народни језик једини прави језик Срба, тј. да је старословенски језик мешавина црквеног и српског народног језика без чвршћих правила. Те године издате су четири књиге Вука и његових сарадника:
- Вук Караџић: Нови завјет Господа нашега Исуса Христа
- Ђуро Даничић: Рат за српски језик и правопис
- Бранко Радичевић: Песме
- Петар II Петровић Његош: Горски вијенац

Издавањем Горског вијенца, доказано је да се и највећа филозофска дела могу писати чистим српским народним језиком.

#### Слова додата од стране Вука Караџића (1818—1868)
Вук Караџић је увео нова слова у азбуку: љ, њ, ћ, џ, ђ, ј.
Слова ћ и џ преузима из старих рукописа, идеју за глас ђ му даје Лукијан Мушицки, а глас ј преузима из латинице.
Слова љ и њ ће створити спајањем гласа л и н са меким полугласом ь (Л+Ь и Н+Ь).

## Историја књижевности
Стари Словени су прво говорили прасловенским језиком. Прапостојбина Словена простирала се између река Висле, Одре и Лабе. Словенски језици се деле у три велике групе:
- Западнословенски језици
- Јужнословенски језици
- Источнословенски језици

### Развој од 9. до 14. века
Година 863. представља почетак словенске писмености и словенске мисије браће Ћирила и Методија. На захтев моравског кнеза Растислава да му пошаље учене људе који ће међу Словенима ширити хришћанство и писменост, византијски цар Михаило за мисију одређује Константина Филозофа (Ћирила) и његовог брата Методија. Пре поласка у мисију Ћирило и Методије су превели неопходне библијске књиге са грчког на словенски језик и записали их писмом глагољицом.

### Старовековна и средњовековна књижевност
Књижевни језик старе српске књижевности није био и народни језик. То значи да је у српској средњовековној култури била присутна диглосија (двојезичност). Особине народног језика продирале су у писане кроз извесна фонетска и ређе морфолошка одступања у књижевном језику. Старословенски језик Ћирила и Методија није био говорни језик ниједне словенске групе. Тај нови језик имао је двоструки циљ — приближавање Словенима хришћанских сакралних текстова а са друге стране приближавање Словена хришћанској култури и духовности. Са овим циљевима старословенски језик је грађен на структуралним основама коине језика тако да је располагао огромним изражајним средствима.
Особине српског народног језика које су утицале на српску редакцију старословенског језика омогућиле су везу између књижевног текста и читаоца (слушаоца). Српско читање претварало је старословенски текст у српски. Лексика је у дугом временском периоду представљала други правац посрбљивања старословенског. Због овога српска редакција старословенског и поред тога што није била говорни језик сматрана је за свој а не за страни језик. Однос према другим редакцијама старословенског био је као према другим језицима с тим што је степен разумевања варирао. Различите ортографије старословенског биле су на различитом ступњу блискости са српском народном језичком средином. Најстарија српска правописна школа зетско-хумска која је била много ближа старословенском правопису од рашке правописне школе преовлађујуће у српској књижевности 13. и 14. века. Рашка ортографија била је доста блиска српској језичкој средини и све касније ортографске школе су тежиле ка вишем ступњу уопштавања (ресавска школа у Србији i јевтимијевска у Бугарској). Ове уопштавајуће тенденције нису преовладале у српској књижевности већ је паралелно постојала традиција рашког писања. Старословенски језик омогућио је укључивање српске културе у општа културна кретања источноправославног света у средњем веку.

#### Мирослављево јеванђеље
Један од најзначајнијих историјских примера старовековне српске књижевности јесте Мирослављево јеванђеље. Мирослављево јеванђеље је кодекс, односно рукописна књига. То је најзначајнији ћирилички споменик српске и јужнословенске, односно српско-словенске писмености из 12. века. Назив Мирослављево јеванђеље потиче с краја 19. века, када је тај назив овом рукопису дао Стојан Новаковић, тадашњи управник Народне библиотеке у Београду. Ради се заправо о преводу грчког јеванђелистара цариградске цркве Свете Софије. Преписано је са предлошка који води порекло од македонских глагољских јеванђеља. Мирослављево јеванђеље показује развијен систем књижног украса, заснован на западњачкој и византијској традицији. Стил минијатура у основи је романички, а садржи и византијске утицаје. У њему су заступљени иницијали карактеристични за романичку минијатуру, често пореклом из острвске (инсуларне) и пре—каролиншке уметности, као и једноставнији иницијали византијског порекла. Ово дело заправо представља једно од најважнијих сведочанстава о тадашњим уметничким утицајима Запада на Исток и обратно.

#### Свети Сава
У периоду формирања самосталне српске државе под Немањићима приметне су и нове појаве у развоју српске књижевности: утврђена је и нормирана рашка редакција старословенског језика, интензивно се развија преписивачка и преводилачка делатност са грчког језика. У 13. веку доћи ће до заокруживања развоја два главна жанра у средњовековној српској књижевности: житија и службе.
Први српски књижевник ове епохе и први оригинални српски књижевник био је Свети Сава. Мотив ове књижевне делатности било је успостављање српских православних култова. Прва Савина дела била су црквеноправног, некњижевног карактера (Карејски и Хиландарски типик). Свој књижевни таленат Сава је показао у својим песничким и житијним саставима. У Хиландарском типику налази се кратко житије Симеона Немање које се у свом казивању ограничава само на Симеонов долазак у Свету Гору и сажето казивање о његовој смрти. Житије је настало убрзо након Симеонове смрти (1199. или 1200. године) и представља кратку житијну белешку којом се фиксира дан спомена светитеља. У уводу Студеничког типика из 1208. године пише развијено Житије Светог Симеона као ктиторско житије оснивача Студенице. У свом делу Сава се концентрише на мотив одрицања у Симеоновом животу. Сава пише житије као очевидац и пратилац, једноставно и без реторичности. Опис Симеонове смрти из овог Житија сматра се за најлепше примере старе српске књижевности. Сава је написао и Службу светом Симеону по узору на минејску Службу светом Симеону Ступнику. Књижевног карактера је и Савино писмо игуману Спиридону послатог са једног од Савиних путовања у Свету земљу. Други писац из ове епохе је Стефан Првовенчани, син Стефана Немање. Две његове повеље Мљетска (између 1195. и 1200) и Друга хиландарска (1200—1202) садрже поетске елементе у аренги. Написао је и опширно Житије Светог Симеона 1216. године. То је по типу византијско опширно житије са свим елементима византијске хагиографије. То је владарско житије у коме Немањина владарска дела у теолошком тумачењу заузимају централно место. Сажето Пролошко житије Светог Симеона настало је вероватно између 1227. и 1233. као дело непознатог студеничког монаха. У вези са култом светог Симеона је и Хиландарски запис о смрти светог Симеона сачуван у кратком Житију светог Саве.
Култни текстови српских светитеља настајали су у оквиру извесних књижевних кругова (студенички, жички, милешевски, хиландарски) да би потом ти текстови вршили међусобан утицај. Култни текстови о светом Сави у 13. веку настајали су у Хиландару и Милешеви. Житије светог Саве имало је сложен пут развоја. У Хиландару је настало Хиландарско житије светог Саве сачувано у Кратком житију настало вероватно непосредно након Савине смрти. Текст је интерполиран у Милешеви где је додат део О преносу моштију светог Саве (Милешевска транслација) и са Записом о смрти светог Симеона је образовало Кратко житије светог Саве настало око 1240. године. Сва ова дела ушла су у генезу Доментијановог Житија светог Саве. Доментијан је саставио нове житијне текстове о двојици првих светитеља из династије Немањића — Симеону и Сави. Доментијан је био хиландарски јеромонах и духовник а његово књижевно стваралаштво припада искључиво хагиографском жанру. Доментијанова житија грађена су узвишеним реторичним стилом са бројним библијским и патристичким реминисценцијама. Као основ за писање Житија светог Саве Доментијану је послужило кратко житије, непосредна сазнања која је имао као Савин ученик, још увек живо предање о Сави као и можда још неки непознати писани извор. Житије је написао 1243. или 1254. године у Карејској испосници по жељи краља Уроша I. Доста касније по налогу истог владара Доментијан је написао Житије Светог Симеона а као књижевни извор користио је своје раније дело, књижевно дело Стефана Првовенчаног као и Слово о закону и благодати митрополита Илариона Кијевског. Оба Домантијанова житија имају исте стилске одлике. Обједињена су и истоветним идеолошким настојањима да буду житија зачетника српске средњовековне духовности. Житијној књижевности о Светом Сави припада и Пролошко житије Светог Саве чији аутор није познат. Старија редакција овог житија настала је убрзо након Савине смрти и имала је удела у формирању Савиног култа. Друга група култних текстова који се односе на светог Саву била је служба светом Сави која је имала сложени развојни пут у оквиру милешевског књижевног круга. Крајем 13. и почетком 14. века ова служба била је замењена потпуно новом, хиландарском, Теодосијевом службом. Сви текстови који су улазили у оквир службе светом Сави ослањали су се на строге каноне византијског литургијског стваралаштва али је у њима био присутан однос према светом Сави као према свом светитељу и свест о Сави као заштитнику отачаства.
Заокруживањем циклуса житијних текстова и служби о светом Сави и Симеону дошло је до осамостаљивања и изграђивања главних родова српске средњовековне књижевности. За период 13. века карактеристичан је и развој српских књижевних центара на Светој гори који ће у доброј мери обележити њен даљи развој.

#### Душанов законик
Душанов законик (у старим преписима се назива Закон благовјернаго цара Стефана) је, уз Законоправило Светог Саве, најважнији закон средњовековне Србије. Донет је на сабору властеле и црквених великодостојника, одржаном на Вазнесење Господње, 21. маја 1349. године у Скопљу, и допуњен је на сабору одржаном 31. августа 1354. године у Серу. Закон је усвојен са циљем да се српска држава уреди прописима који би важили за цело царство и подједнако за све поданике. Данас је познато да постоји 24 преписа Душановог законика.
Струшки рукопис је једини сачувани препис Душановог законика из 14. века. Према воденим знаковима настао је у последњој деценији 14. века. Струшки препис чини петнаест страна некадашње рукописне књиге. На овим странама, које је делом уништила влага, сачувано је у целости или у деловима укупно 105 чланова Законика. Рукопис је 1845. године пронашао у Струги (данас у Северној Македонији) руски слависта Виктор Иванович Григорович. После његове смрти 1876. поверен је на чување Румјанцовском музеју у Москви. Данас се чува у руској Државној библиотеци у Москви. Назив Струшки препис дао му је Валтазар Богишић.
Остали познати преписи Законика су Атонски рукопис из друге четвртине 15. века (1420—1459), Студенички рукопис, око 1430. г, Ходошки рукопис и Хиландарски рукопис из прве трећине или друге четвртине 15. века.

#### Средњи век и пад деспотовине
У српској култури и књижевности након пада Смедерева 1459. преовлађивала су есхатолошка схватања која су у тешкој политичкој ситуацији проналазила предсказање за крај света. Без обзира на ово српска књижевност након пада Деспотовине настојала је да објасни збивања и превазиђе трагедију истицањем оних вредности којима је византијска и православна цивилизација тежила као према општим вредностима.
У овом и у каснијем периоду нарочито се развија и раније присутна књижевност записа. Записи су кратке белешке углавном на празним местима у књигама преко којих су саопштаване најразличитије поруке. Настали су као израз потребе да се остави сведочанство о судбини појединца и народа. Другу, сличну групу, текстова чине натписи који су такође разноврсне садржине али углавном кратки и без веће књижевне вредности. Међу њима се издвајају епитафи на стећцима у Босни, често духовите садржине.
Из периода последњих година Српске деспотовине и првих година турске власти издваја се дело Константина Михаиловића из Островице крај Новог Брда који је написао Јаничарове успомене. Заробљен је приликом турске опсаде Новог Брда 1455. а потом је као јаничар учествовао у низу похода Мехмеда II Освајача. Године 1465. заробила га је угарска војска приликом опсаде Звечаја у Босни. У Угарској је ослобођен па је ступио у службу Стефана и Дмитра Јакшића а затим деспота Јована Бранковића. Своје Успомене написао је као историјско-политички меморандум намењен пољском краљу Јану Олбрахту и можда угарском краљу Владиславу II. Текст успомена на српском језику није сачуван већ само низ пољских преписа. Тенденција дела је изразито прохришћанска и просрпска. У њима је детаљно изнет програм хришћанског, европског рата против Турака. Дело доноси низ података о турским обичајима, вери, ратној вештини и карактеру док је у историјским подацима прилично непоуздан. Код Константина је приметан смисао за трагично и епско у чему се осећа утицај народне књижевности. Народна и висока црквена књижевност паралелно су се развијале, међусобно утичући једна на другу. Код њих су често била присутна различита тумачења истих догађаја али су имале исти циљ — неговање историјске свести и успомене на српске владаре.
Током 15. и почетком 16. века оживела је висока црквена књижевност у Сремској деспотовини, новом српском културном средишту. Ту је настао низ хагиографских и химнографских дела о сремским Бранковићима. Житија сремских Бранковића одликују се високом реториком и сложеном унутрашњом структуром оним квалитетима карактеристичним за српску књижевност 13. и 14. века. Сва житија сремских Бранковића су кратка и њима није посвећено ниједно опширно житије. Средишња идеја ових списа је сабирање растуреног народа.
Српска књижевност овог периода утицала је на српски народ на широком простору. Њен далек одјек су текстови софијског књижевног круга у 16. веку. Најистакнутији њен представник је поп Пеја које је 1515. био сведок мучеништва Ђорђа (Георгија) Кратовца кога су Турци спалили када је одбио да се потурчи. Пеја је написао Службу и Мученије Ђорђа Кратовца. Оно истовремено представља полемички текст против ислама.
Српски књижевници у нестабилним временима напуштају своју земљу и одлазе чак у Русију. Најзначајнији међу њима је Пахомије Србин. У Русију одлази са Свете горе око 1430. године. У Тројице-Сергијевом манастиру крај Москве а једно време и у Новгороду развио је богату књижевну делатност. Прерадио је већи број ранијих руских житија а сам је написао читав низ песничких и хагиографских дела од којих су самостална Житије Кирила Бјелозерског (1462) и Житије архиепископа новгородског Јевтимија (1458). Један је од најплоднијих писаца старе руске књижевности. У руској средини радио је и српски књижевник Лав Аникита Филолог а у српској Руси Дијак Јелисеј, Андреј Русин и Гаврило Мстиславич.
Српски историографски списи родослови и летописи доживљавају у овом периоду нове редакције углавном проширивањем ранијег садржаја новим подацима.
Велики значај имала је и појава штампарија у српској средини крајем 15. века. Прву српску штампарију основао је Ђорђе Црнојевић на Цетињу 1493. године. Прва књига Октоих првогласник штампана је 1493/94. године. Цетињска штампарија брзо је замрла али је штампање српских књига настављено радом Божидара Вуковића у Венецији, браће Љубовића у Горажду и у низу малих манастирских штампарија. Оснивачи првих српских штампарија имали су и сами књижевних склоности.

#### Последња два века
Српска средњовековна књижевност наставила је да живи кроз читав 16. и 17. век. У последња два века свог постојања она није излазила из оквира традиционалних жанрова и средњовековне поетике. Најчешћи вид књижевног стваралаштва у овом периоду је преписивање а самостално стваралаштво је много ређе. Стагнација у књижевном развоју у односу на европске књижевне токове била је последица тешких политичких прилика у којима се српски народ нашао.
Штампарска техника присутна у српској средини већ с краја 15. века није имала већи значајан у овом периоду. Најдуговечније су биле српске штампарије у Венецији док су оне у границама турске државе биле далеко кратковечније и мање продуктивне. Пећка патријаршија која је обновљена 1557, вероватно због тешких материјалних прилика, није организовала ниједну штампарију. На њеној територији и у овом периоду био је присутан преписивачки рад. Раширеност писарских радионица на територији коју је насељавало српско становништво била је и у овом периоду прилично велика. Најплоднију писарску продукцију имали су, ипак, светогорски центри. Као плод ове делатности јављају се и самостални књижевници као што је Генадије, хиландарски јеромонах, који је написао Службу Петру Атонском. Као писар посебно се истицао карејски монах Аверкије који је за собом оставио опис од неколико кодекса а сваку књигу је писао поредећи је са седам или осам други рукописа.
У овом периоду ојачале су књижевне везе са Русијом које су пратиле политичке везе српске цркве са руским царевима почев од времена цара Ивана IV Грозног. Српски монаси доносили су из Русије (прво из Кијева а потом из Москве) штампане књиге. Тиме је надокнађиван недостатак у раду српских скрипторија и штампарија. У овом периоду своју делатност наставља бугарско-српска софијска књижевна школа у оквиру које је стварао Матеј Граматик, писац Житија Николе Софијском (између 1555. и 1564) кога су Турци убили када је одбио да се потурчи. Службу Николи Софијском написао је софијски или кратовски писар Андреја.
Традиција српске средњовековне књижевности настављена је у чистом облику у области Старе Србије, у главним центрима српске средњовековне културе. Истакнути сликар и писац 16. века је Лонгин. Пајсије Јањевац (патријарх српски 1614—1647) припада овом кругу старе српске књижевности и њен је последњи изданак. Пажљиво се старао о српском рукописном наслеђу и многи рукописи су сачувани захваљујући његовом раду. Своје књижевно дело посветио је двојици српских средњовековних владара који до тада нису имали култне текстове — Стефану Првовенчаном (монаху Симону) и цару Урошу. Написао је Службу преподобном Симону, Житије Симоново и Службу и Житије цара Уроша. У Житију цара Уроша приметни су извесни барокни елементи. Централно казивање — Урошева мученичка смрт од руке краља Вукашина — легендарног је карактера. У ово време српски родослов доживљава своју последњу редакцију као Родослов Јакшића. Делом патријарха Пајсија период старе српске књижевности је завршен.

## Изговори
У српском језику постоје два званична изговора: екавица, ијекавица и незванична икавица. Екавски изговор је највише присутан у Србији и њега карактерише замена гласа јата са гласом е. Ијекавски изговор је присутан у југозападном делу Србије, Црној Гори, Босни и Херцеговини и у њему нема замена гласа јата. Икавски изговор је присутан на северу Србије, у источној и централној Босни и њега карактерише замена гласа јата са гласом и.

## Дијалекти
Дијалекти у српском језику су подељени у две групе, у групу екавског и у групи ијекавског изговора.
У екавском изговору присутни су следећи дијалекти:
- Шумадијско-војвођански дијалекат (северни делови Србије)
- Косовско-ресавски дијалекат (делови средишње Србије)
- Призренско-тимочки дијалект (јужни и источни делови Србије) са три варијанте:
  - Призренско-јужноморавски дијалекат (јужни и југоисточни део Србије)
  - Сврљишко-заплањски дијалекат (делови источне Србије)
  - Тимочко-лужнички дијалекат (делови источне Србије)

У ијекавском изговору присутни су следећи дијалекти:
- Зетско-рашки дијалекат (делови Црне Горе и Рашке области у Србији)
- Источнохерцеговачки дијалекат (источна Херцеговина, босанска Крајина, западни део Србије, део Црне Горе)

## Фонетика
Гласовне промене у српском језику се деле на два типа промена:
1. Фонолошки условљене — аутоматске и врше се обавезно
2. Морфолошке — неаутоматске, наслеђене у језику

У једној речи не мора бити само једна гласовна промена. Често се могу видети 2, 3, па чак и 4 гласовне промене

### Фонолошке гласовне промене

#### Једначење (асимилација) сугласника по звучности
Када се звучни и безвучни сугласник нађу један уз други (обично додавањем суфикса), први сугласник се често прилагођава другом по звучности. Ова појава се назива и једначење сугласника по звучности.
Звучни сугласници Б, Г, Д, Ђ, З, Ж, Џ постају безвучни сугласници П, К, Т, Ћ, С, Ш, Ч и обратно. Безвучни сугласници Ф, Х и Ц немају звучне парњаке, али звучни сугласници прелазе у безвучне када се нађу испред њих.
На пример, роб са суфиксом -ство, даје именицу ропство, где б прелази у п под утицајем првог сугласника у суфиксу (с, које је безвучно).
Српски језик се пише фонетски, тако да је асимилација видљива и у писаном језику, изузев у случајевима на крају речи; рецимо: Остао је без капута.

#### Једначење (асимилација) сугласника по месту творбе (изговора)
Када се струјни сугласници С и З нађу испред предњонепчаних сугласника ђ, ћ, ч, џ, ш, ж, љ, њ, онда се претварају у предњонепчане Ш и Ж.
Зубни назални сугласник Н испред уснених сугласника Б и П замењује се усненим назалним сугласником М.

#### Упрошћавање (дисимилација) сугласничких група
Може бити дисимилација два идентична сугласника који се налазе један поред другог, или два различита сугласника.
а) сугласничка група од два идентична сугласника — један од та два сугласника отпада
б) праскави сугласници Т и Д се губе у позицији испред африката Ч, Џ, Ћ, Ђ или Ц, као што се губе испред С, З, Ш, Ж.
в) сугласници Т и Д губе се испред сливених сугласника Ц, Ч, Ђ и Џ јер они већ садрже елементе гласова Т И Д .

### Морфолошке гласовне промене
Морфолошке промене, или алтернације, су историјски наслеђене гласовне промене у језику.
Неки сугласници на крају именице или на крају глаголске основе могу да се промене под утицајем првог самогласника у суфиксу. Та појава се назива регресивна алтернација. Ово су најчешћи случајеви:
а) палатализација — промена сугласника К, Г и Х у Ч, Ж и Ш (испред Е или И).
б) сибиларизација — промена сугласника К, Г и Х у Ц, З и С (испред И). Раније се ова промена у српској филологији називала друга палатализација.
в) јотовање — промена сугласника З, С, Д, Т, Л и Н у Ж, Ш, Ђ, Ћ, Љ и Њ, када се нађу испред Ј. Такође и промена Б, П, В и М у БЉ, ПЉ, ВЉ и МЉ испред Ј.

#### НепостојаноА
Глас А се појављује у неким облицима именица и придева, а нестаје у неким другим облицима истих тих речи: пас / пса (генитив), добар / добра (мушки/женски род).

#### ПроменаЛуО
Именице и придеви који се завршавају на -ао или -ео (рецимо: посао, весео) су се у језичкој прошлости изговарали са тврдим л (посал, весел) које је еволуирало у о, али само на крају речи. Ово о се поново појављује ако није последње слово речи: посла (генитив), весела (придев женског рода).

### Прозодија у српском језику
У српском језику, акценат је покретан, уз једно ограничење: акценат не може бити на последњем слогу вишесложних речи (ово представља тешкоћу при преносу речи из неких језика, рецимо француског). Српски језик је трохејски по природи, наиме око 80% речи има нагласак на непарном слогу.

#### Акценатски систем
Постоје четири врсте акцента који комбинују тонску природу акцента (узлазни или силазни) са дужином самогласника (дуги или кратки). У описној и стручној литератури користи се пет дијакритичких знакова који су својствени српском језику. То су:
| Славистички симбол | IPA симбол | Опис                          |
| ------------------ | ---------- | ----------------------------- |
| e                  |            | ненаглашен кратак самогласник |
| ē                  |            | ненаглашен дуг самогласник    |
| è                  |            | краткоузлазни                 |
| é                  |            | дугоузлазни                   |
| ȅ                  |            | краткосилазни                 |
| ȇ                  |            | дугосилазни                   |

- краткосилазни: в'ȅ

'тар (симбол је двоструки гравис)
- дугосилазни: п'ȇ

'т (симбол је обрнути бревис)
- краткоузлазни: òтац (симбол је гравис)
- дугоузлазни: рéка (симбол је акут)

Акценат се најчешће записује само у лингвистичким приручницима и речницима, мада је обележавање препоручљиво у случајевима када доприноси јасноћи текста. Пример: ја сам сâм. Погрешна употреба акцента може да доведе до неспоразума у говорном језику.
Употреба акцената у српском језику показује јаке регионалне карактеристике. У Београду, подручју око Колубаре и северозападној Црној Гори акценти су неутрализовани, односно мање изражени у говору. У околини Ужица и Херцеговини акценти су јаче наглашени. У неким крајевима и неким језичким ситуацијама, изгубљена је разлика између кратких акцената узлазне и силазне интонације.
Осим самогласника, у извесним ситуацијама и сонант Р може бити наглашен (рецимо: прст). У прошлости, сонант Л је могао имати ову функцију.
Неакцентовани самогласници такође могу бити кратки и дуги. Дуги се појављују само после главног акцента и у литератури означавају са (-). Дуги неакцентовани самогласници су видљиви у облицима генитива множине: жèна/жéнā, иако се то у писању обично не означава. Како се види из овог примера, тип акцента и дужина самогласника имају функционалну вредност (означавају одређени падеж). У говорима Београда и Војводине неакцентоване дужине су готово сасвим нестале.

## Граматика

### Врсте речи
У српском језику постоји десет врста речи. Од тих десет пет је променљивих, а пет непроменљивих.
Променљиве врсте речи:
- Именице
- Заменице
- Придеви
- Бројеви
- Глаголи

Непроменљиве врсте речи:
- Прилози
- Предлози
- Везници
- Узвици
- Речце

У именске речи спадају: именице, заменице, придеви, бројеви. Именске речи имају следеће граматичке категорије: род, број и падеж. Глаголи се мењају кроз лица, бројеве и глаголске облике и промена глагола се назива конјугација.
Српски језик спада у групу флексивних језика. Сачувао је мноштво облика, слично латинском језику, због чега може бити тежак за учење. Ова карактеристика је одраз језичког конзервативизма.
Именичка промена (деклинација) је слична оној у руском језику, а знатно богатија од оне у бугарском, који је временом изгубио њен већи део. По промени глагола (конјугација) и богатству времена српски је комплекснији од руског, а сличнији бугарском језику. Наиме, бугарски и руски језик стоје на два екстрема језичке еволуције у словенској граматици, тако да је српски језик негде између њих.

### Деклинација у српском језику
Српска деклинација познаје граматичке категорије рода, броја и падежа. Разликују се три рода (мушки, женски, средњи), три броја (једнина, множина, паукал) и седам падежа (номинатив, генитив, датив, акузатив, вокатив, инструментал, локатив).
Све именице се по типу именске промене могу поделити у три групе.

#### Промена именица прве групе
Мушки род, наставак -о, -е и нулти наставак у номинативу једнине
прозор
| Падеж        | Једн.                            | Множ.                                |
| номинатив    | прозор (нпр. Прозор је отворен.) | прозори (нпр. Прозори су од стакла.) |
| генитив      | прозора                          | прозора                              |
| датив        | прозору                          | прозорима                            |
| акузатив     | прозор                           | прозоре                              |
| вокатив      | прозоре                          | прозори                              |
| инструментал | прозором                         | прозорима                            |
| локатив      | прозору                          | прозорима                            |

Средњи род, наставак -о или -е у номинативу једнине
срце
| Падеж        | Једн.                      | Множ.                                    |
| номинатив    | срце (нпр. Срце је мишић.) | срца (нпр. Срца ове деце су права срца.) |
| генитив      | срца                       | срца                                     |
| датив        | срцу                       | срцима                                   |
| акузатив     | срце                       | срца                                     |
| вокатив      | срце                       | срца                                     |
| инструментал | срцем                      | срцима                                   |
| локатив      | срцу                       | срцима                                   |

#### Промена именица друге групе
Средњи род, наставак -е у номинативу једнине, Где у зависним падежима основа, осим у акузативу и вокативу једнине, чини тај облик (номинатива једнине) проширен сугласницима н и т.
име
| Падеж        | Једн.                                | Множ.                       |
| номинатив    | име (нпр. Моје име је најлепше име.) | имена (Која су ваша имена?) |
| генитив      | имена                                | имена                       |
| датив        | имену                                | именима                     |
| акузатив     | име                                  | имена                       |
| вокатив      | име                                  | имена                       |
| инструментал | именом                               | именима                     |
| локатив      | имену                                | именима                     |

#### Промена именица треће групе
Женски или мушки род, наставак -а у номинативу једнине
жена
| Падеж        | Једн. | Множ.  |
| номинатив    | жена  | жене   |
| генитив      | жене  | жена   |
| датив        | жени  | женама |
| акузатив     | жену  | жене   |
| вокатив      | жено  | жене   |
| инструментал | женом | женама |
| локатив      | жени  | женама |

#### Промена именица четврте групе
Женски род, нулти наставак.
кост
| Падеж        | Једн.        | Множ.          |
| номинатив    | кост         | кости          |
| генитив      | кости        | кости, костију |
| датив        | кости        | костима        |
| акузатив     | кост         | кости          |
| вокатив      | кости        | кости          |
| инструментал | кости, кошћу | костима        |
| локатив      | кости        | костима        |

Примери:
|              | Једнина   |             |            | Множина      |            |            |
| Номинатив    | син, муш. | село, сред. | жена, жен. | синови       | села       | жене       |
| Генитив      | сина      | села        | женē1      | сѝнōвā       | сéлā1      | жéнā1      |
| Датив        | сину      | селу        | жени       | синовима     | селима     | женама     |
| Акузатив     | сина2     | село        | жену       | синове       | села       | жене       |
| Вокатив      | сине      | село        | жено       | синови       | села       | жене       |
| Инструментал | сином     | селом       | женом      | синовима     | селима     | женама     |
| Локатив      | (о) сину  | (о) селу    | (о) жени   | (о) синовима | (о) селима | (о) женама |

Коментари:
1) Приметите да изговор зависи од падежа.
2) Именице које означавају жива бића (људе и животиње) имају наставак а, а друге не (дом, камен).

### Конјугација у српском језику
Глаголи се у српском језику мењају по времену, броју и глаголском начину. Поред тога у српском постоје, слично као у руском и другим словенским језицима, два различита глаголска вида: свршени и несвршени.
Овде је дат кратак преглед глаголске промене у српском језику.
У српском језику постоји шест различитих времена и четири начина.
Времена су:
- презент
- футур
- перфекат
- имперфекат
- аорист
- плусквамперфекат

Глаголски начини су:
- футур други (који неки граматичари сврставају у времена, а не у начине)
- потенцијал
- потенцијал прошли
- императив

Ово богатство није тако приметно у говорном, колико у писаном језику. Неки облици времена су застарели, тако да се знање о правилним облицима стиче само образовањем, на пример имперфекат, који се скоро искључиво среће у књижевности. Друга времена су нестала из осталих словенских језика, попут аориста, који се у српском и даље користи.
Облици глагола пећи (изузев императива) у првом лицу једнине гласе:
презент — (ја) печем;
четири облика прошлог времена: аорист — (ја) пекох, имперфекат — (ја) пецијах, перфекат — (ја) сам пекао/пекла и пекао/пекла сам, плусквамперфекат — (ја) сам био пекао и био сам пекао или ређе (ја) бејах пекао
два облика будућег времена: футур — (ја) ћу пећи и пећи ћу, или код глагола који се завршавају на -ти: (ја) ћу радити и радићу, футур други — (ја) будем пекао;
један облик потенцијала — (ја) бих пекао и пекао бих;
императив, који постоји само за 2. лице једнине, и 1. и 2. лице множине —  (ти) пеци, (ми) пецимо, (ви) пеците.
Овде треба приметити да је пећи несвршени глагол. Његов свршени парњак је испећи (између осталих).
Наведени облици могу бити у активу, како су већ претходно приказани, или у пасиву. Облици пасива се граде од трпног глаголског придева и облика помоћног глагола јесам.

### Промена бројева
Код бројева између 2 и 4, не користи се облик плурала, већ облик паукала. Сви бројеви већи од 4 користе облик плурала комбинованог са генитивом. Облик паукала се задржао из времена када је српски језик још имао облик дуала, (који данас још постоји у словеначком језику).
На пример, каже се:
1.) један мушкарац
2.) два (три, четири) мушкарца
3.) пет м`ушкāрāцā
Правило 1) важи и за бројеве 21 (31, 41, …), а правило 2) за 22–24 (32–34, 42–44, …).
Бројеви се мењају по родовима на следећи начин:
један, једна, једно
два, двије/две, два (слично као у латинском: duo, duae, duo)
три (исто као два)
четири (у свим облицима једнако номинативу).
један се увек мења паралелно са именицом, два понекад, а три и четири ретко. Тако се каже једнога мушкарца, једној жени, двеју жена, ретко трима мушкарцима или четирима женама. Од пет, бројеви се не мењају (деклинују).

### Синтакса
Флексивни карактер српског језика отвара могућност за употребу слободног реда речи у реченицама. Елементи реченице се слажу по својим облицима и тако организују реченицу без обзира на њихов редослед. Најчешћи ред речи је по шаблону: субјекат-предикат-објекат (СПО).
Стеван слуша музику (СПО)
Сасвим су могуће и ове конструкције, од којих свака има посебну информативну структуру (при чему улогу може имати и реченични акценат):
Стеван музику слуша (СОП)
Музику слуша Стеван (ОПС)
Музику Стеван слуша (ОСП)
Слуша Стеван музику (ПСО)
Слуша музику Стеван (ПОС)

## Правопис
| [ 26 ] | Правопис српског језика |
| ------ | ----------------------- |

### Велика и мала слова
Великим почетним словима се пишу властита имена, и то:
а) лична имена и презимена: Милорад, Здравко, Ана, Јована, Петровић, Сувајџић, Јовановић;
б) надимци и атрибути ако се сами употребљавају или су срасли с именом и постали његов саставни део:
Миша, Гоца, Јован Јовановић Змај, Душан Силни, Ричард Лављег Срца, Петар Велики;
в) имена божанстава: Јупитер, Афродита, Зевс, Аполон;
г) имена животиња и грађевина: Шарац, Јаблан, Вучко, Сава центар, Криви торањ у Пизи;
д) имена припадника народа: Србин, Црногорац, Мађар, Грк;
ђ) имена становника градова, крајева, земаља, држава, континената: Новосађанин, Пироћанац, Нишлија, Бачванин, Југословен, Европљанин, Аустралијанац;
е) имена небеских тела: Сунце, Земља, Месец, Кумова слама, Марс, Венера;
ж) имена континената, држава, насељених крајева и места (све речи у њима осим везника и прилога):
Европа, Србија, Црна Гора, Норвешка, Мачва, Далмација, Лика, Београд, Тршић, Нови Сад, Босна и Херцеговина, Брод на Купи, Јужна Америка, Двор на Уни;
з) имена мора, река, језера, планина и друга географска имена:
Дунав, Палић, Копаоник, Морава, Јадранско море, Фрушка гора, Плитвичка језера, Балканско полуострво; ако се састоје из више речи, пишу се великим почетним словом само прве речи, а друге само ако су властите именице: Јужна Морава, Бели Дрим.
и) имена улица и тргова: Студентски Трг, Железничка улица, Београдска улица; ако се састоје из више речи само се прва реч пише великим словом а остале малим словом изузев властитих имена:
Булевар Николе Тесле, Улица Петра Петровића Његоша;
ј) имена празника: Божић, Ускрс, Бајрам, Ђурђевдан, Нова година, Први мај;
к) називи установа, предузећа, друштава: Матица српска, Основна школа "Младост", Војвођанска банка, Београдско драмско позориште, Српско певачко друштво, Спортско друштво "Партизан", Медицински факултет у Београду, Организација уједињених нација;
л) називи књига, часописа, новина, књижевних дела: Општа енциклопедија, Наш језик, Борба, На Дрини ћуприја, Свет компјутера; љ) присвојни придеви изведени од властитих именица суфиксима -ов, -ев, -ин: Марков, Милошев, Марин, Босанчева, Београђанкина, Југословенов.
Великим почетним словом се пише:
а) прва реч у реченици: Спушта се ноћ. Ледена киша добује у прозоре. Где су људи? Нема живе душе! Улице су пусте.;
б) прва реч после две тачке када је управни говор међу наводницима: Ал' говори Муса Арбанаса: "Приђи, Марко, не замећи кавге, ил' одјаши да пијемо вино…";
в) наставак писма иза наслова ако се писмо наставља у новом реду, и то без обзира да ли се иза наслова ставља зарез или узвичник: Драга мама, Твоје писмо сам примила тек јуче иако... или Драга Љиљо! Молим те, немој се љутити што се ретко јављам... Великим почетним словом пишу се заменице Ви и Ваш из поштовања према особи којој се пише: Драги наставниче, Јављамо Вам се одмах по доласку у летовалиште. На путу смо се држали Ваших препорука...
г) заменица за персирање Ви: Ви сте тамо. Рекли сте ми Ви то и то. Где сте Ви били?
Малим словом се пише:
а) наставак управног говора ако је био прекинут уметнутом реченицом ради неког објашњења; на пример: "Хоће ли сви", питао је директор на збору ученика, "помоћи у уређењу околине школе?";
б) наставак реченице после управног говора, на пример: "Хоћемо!" - одговорили су сви присутни ученици. "Кренимо на посао, онда, одмах после састанка" - повикаше неки ученици.;
в) присвојни придеви изведени од властитих именица суфиксима -ски, -шки, -чки, нпр.: новосадски, београдски, европски, чешки, нишки, суботички, амерички, крагујевачки;
г) заменице ви и ваш кад се у писму не обраћа само једној особи већ групи или кад се пише допис некој установи, фирми, друштву; нпр.: Основној школи "Ј.Ј. Змај", Обавештавамо вас да је...

### Састављено и растављено писање речи
Састављено се пишу:
а) сложенице које имају само један акценат и у којима се први део не мења, на пример: Београд (Београда, Београду), голорук, пароброд, писмоноша, бездушан, југозападни, преполовити, извући;
б) називи становника насеља иако се имена тих насеља састоје од две акцентоване речи и пишу се одвојено; на пример: Новосађанин (према Нови Сад), Белоцркванка (према Бела Црква), Бјелопољац (према Бјело Поље);
в) присвојни придеви изведени од назива места ако се састоје од две акцентоване речи, нпр. горњомилановачки (према Горњи Милановац), јужноамерички (према Јужна Америка), кривопаланачки (према Крива Паланка);
г) речца не уз именице и придеве с којима сраста у сложенице, на пример: - незнање, нечовек, незахвалност, незналица, небрига, непријатељ; - непознат, неприродан, незрео, неписмен, невелик, невидљив;
д) именице преподне и поподне кад означавају у целини време дана пре 12 сати или после 12 сати, на пример: Цело поподне/преподне смо те чекали. Али, кад се овим изразом означава неки тренутак пре или после 12 часова, пише се растављено, нпр.: Доћи ћу сутра пре подне, одмах после доручка.;
ђ) сложени прилози као: малопре, покадшто, гдекад, гдегде, наједном, напамет, отприлике, снеруке и предлози: поврх, наместо, украј, уочи, подно;
е) речца нај- у суперлативу описних придева, на пример: најлепши, најлакши, најбољи, најјачи, најједноставнији. С цртицом између првог и другог дела пишу се полусложенице, ако сваки од саставних делова чува свој акценат и ако се први део не мења по падежима.
Тако се пишу:
а) вишечлани називи места, на пример: Херцег-Нови (из Херцег-Новог, у Херцег-Новом), Иванић-Град;
б) две именице од којих једна одређује другу, а заједно означавају један појам, на пример: баш-чаршија, радио-аматер, рак-рана, ауто-пут, генерал-мајор, генерал-потпуковник;
Растављено се пишу:
а) речца не у одричним облицима глагола, на пример: не знам, не верују, не долазимо, не питај, не може; изузетак су одрични глаголи нећу, немам, немој, нисам;
б) одричне заменице нико, ништа, никоји, ничији, никакав кад се употребљавају с предлогом, на пример: ни за кога, ни са ким, ни у чијем, ни пред каквим, ни за којим; в) речца ли уз глаголе у упитним реченицама, нпр. Хоћеш ли доћи? Верујеш ли ми? Знаш ли то? и у упитним реченицама са да, на пример: Да ли би ми помогла? Да ли имаш новца?

### Интерпункција
У писању се ради јаснијег приказивања онога што хоће да се каже, употребљавају поједини знаци који се заједно називају интерпункција или реченични знаци. Знаци интерпункције су: тачка, зарез, тачка и зарез, две тачке, наводници, упитник, узвичник, заграде и црта. Тачка се ставља на крају обавештајне - потврдне и одричне реченице, на пример: Сваки дан учим за испит. За испит не учим редовно. Зарез се као знак интерпункције употребљава често и у различитим реченичним ситуацијама. Пошто је једно од основних начела српског правописа слободна (логична) интерпункција, за употребу зареза је најважније правило да се оно што је у мислима тесно повезано, што представља једну целину, не одваја зарезом, а делови који чине целину за себе, одвајају се зарезом од осталих делова реченице.
Зарезом се одвајају:
а) речи и скупови речи (истоврсни делови реченице) у набрајању: Миша, Дренко, Ненад и Срђан су отишли на излет. Понели су и добре хране, и безалкохолних пића, и друштвених игара.;
б) независне реченице кад нису повезане везницима: Дошао је, поздравио се, добро вечерао и нестао.;
в) паралелни делови реченице кад су у супротности: Задатак је тежак, али занимљив. Поклонићу теби а не Игору. Нисмо летовали на мору, већ у планини.
г) реченице које су у супротности: Касније смо кренули, али смо стигли на време. Ви сте пошли раније а ипак сте закаснили.;
д) реченице у инверзији (кад се зависна реченица налази испред главне), на пример: Кад се спремим, позваћу те телефоном. Ако можеш, помози ми. Иако сам знала, нисам одговорила на сва питања.;
ђ) реч или скуп речи који су накнадно додати или уметнути у реченицу: То је, дакле, твој воћњак. Све ћу ти, наравно, испричати. Ти си у праву, неоспорно.;
е) вокатив и апозиција су, такође, накнадно додати у реченицу, па се одвајају зарезом, на пример: Ви ћете, децо, добити слаткиша. Теби ћемо, бако, донети воћа. Дела Иве Андрића, јединог југословенског Нобеловца, преведена су на многе језике.;
ж) узвици исто нису саставни делови реченице, па се одвајају зарезом: Ух, што је хладно! Ох, што ме боли зуб! О, стигла си?!;
з) уметнуте реченице на пример: У мом селу, које је једно од најуспешнијих у воћарству, готово сви гаје малине.;
и) између места и датума, на пример: Сомбор, 15. август 1991. У Новом Саду, 2. априла 1957.
Тачка и зарез се употребљавају:
а) између реченица које су у сложеној реченици мање повезане са другим реченицама, на пример: Кад смо се срели, поздравили смо се, разговарали о школи; нисмо помињали недавну свађу.;
б) између група речи које се разликују по сродности, на пример: На пут ћу понети: одећу, обућу, кишобран, хигијенски прибор; књиге, свеске, прибор за писање; друштвене игре, фудбал и рекет за стони тенис.
Две тачке се се стављају:
а) иза речи којима се најављује набрајање, а испред онога што се набраја, на пример: На пијаци купи: сира, јаја, кајмака, меса, салате и лука.;
б) испред навођења туђих речи (управног говора); нпр. Рекао нам је дословно: "Новац за екскурзију је обезбеђен".
Наводницима се обележавају:
а) туђе речи кад се дословно наводе. На пример: Улазећи сви заграјаше "Срећан ти рођендан!";
б) речи које се употребљавају с иронијом и којима нечему не жели да се да супротно значење. Знам, ти си "вредница". Донео је твој "велики пријатељ".
На крају упитних реченица ставља се упитник, а иза узвичних реченица, као и иза мањих говорних јединица које се изговарају у узбуђењу, повишеним гласом, ставља се узвичник, на пример: Како си? Шта радиш? Ух, што сам гладна! Не вичи! Пожар! Када се питање изговара повишеним гласом иза њега се стављају и упитник и узвичник; нпр. Он положио?! Не даш?!
Заградом се у реченици одваја оно што се додаје ради објашњења претходне речи или дела реченице, на пример: Интерпункција (реченични знаци) доприноси јаснијем изражавању. Именске речи (именице, придеви, заменице и бројеви) мењају се по падежима. За време Првог светског рата (1914—1918) владале су несташице хране, одеће и лекова.
Црта се пише:
а) Уместо првог дела наводника у дијалогу и то у штампаним текстовима, а други део се изоставља; и на крају управног говора се пише црта ако се реченица наставља и објашњава нешто о управном говору; на пример:
— Ко је то био? — Упита мајка.
— Мој друг.
— Зашто га ниси позвао унутра?
— Журио је — промрмља Милош.;
б) кад се жели нешто истаћи, или нагласити супротност, неочекиваност; на пример: Пођем ја, кад - нигде никог. Све сам научила, све знам - не вреди, збунила сам се.

### Правописни знаци
Правописни знаци се употребљавају уз поједине речи за разлику од интерпункције која се употребљава у реченици. У правописне знаке се убрајају: тачка, две тачке, неколико тачака, црта, цртица, заграда, апостроф, знак једнакости, знаци порекла, акцентски знаци и генитивни знак.
а) Тачка се као правописни знак употребљава: - иза скраћенице: нпр., итд., сл., тј.; - иза редних бројева када се пишу арапским бројкама: 15. март 1991. године.
Тачка се не пише иза редних бројева написаних арапским бројкама када се иза њих нађе други правописни знак (зарез, заграда, црта или који други); нпр: О томе ћете наћи информације на 119, 120, 121 и 122. страни. На неким спратовима (2, 4. и 5) су покварене електричне инсталације. На 10-15. километру ћеш угледати планинарски знак.
б) Две тачке се као правописни знак пишу: - између бројева или слова којима се исказује неки однос и читају се "према". На пример: Резултат утакмице је 2:1 у корист "Црвене звезде". Коренски самогласник се смењује о:и:а у речима пловити - пливати - поплавити.
в) Неколико тачака (најчешће три) стављају се: - уместо изостављеног текста и у испрекиданом тексту; на пример: Предлози су: код, поред, у, са... Кад се воз зауставио, он се појави... и рече: "Дивно је вратити се кући".
г) Црта се као правописни знак употребљава: - између бројева уместо предлога до, нпр.: Купи 10 - 15 килограма кромпира. Иво Андрић (1892—1975) је добио Нобелову награду за књижевност. Ако се испред првог броја налази предлог од, црту не треба писати већ исписати и предлог до; на пример: Први светски рат је трајао од 1914. до 1918. године. - између назива градова и других места да би се означио правац кретања, на пример: Пут Београд - Ниш има велики привредни значај. - између два или више имена којима се означавају тако тесно везани појмови да они чине један појам.: Утакмица "Црвена звезда" - "Партизан" је увек најзначајнија утакмица која се игра.
д) Цртица се као правописни знак пише: - између делова полусложеница: радио-апарат, ауто-механичар, фото-апарат, аеромитинг; - при растављању речи на слогове на крају ретка; - у сложеним или изведеним речима у којима се први део пише бројем а други део словима: 150-годишњица, 40-тих година прошлога века, 15-годишњак; - између скраћеница и наставка за облик, на пример: Према Танјуг-овој вести, до рата међу сукобљеним странама неће доћи. Културна сарадња са УНИЦЕФ-ом је добра.
ђ) Заграда као правописни знак: - служи да означи оба облика речи о којима се говори, нпр.: Предлог с(а) ус инструментал средства се не употребљава. - ставља се иза редног броја или слова којима се означава нови одељак: 1), 2), 3) итд. - а), б), в) итд.
е) Апостроф се ставља уместо изостављеног слова: Је л' то тачно?
ж) Знак једнакости се употребљава између речи да би се означила њихова једнака вредност, а чита се: једнако, равно, исто што, јесте. На пример: химба = сумња, тата = субјекат (у реченици)
з) Знаци порекла су > и <. Употребљавају се у стручним текстовима. - знак > се чита "дало је" или "развило се у", нпр.: твојега > твоега > твоога > твога; - знак < се чита "постало је од", нпр.: црњи < црн -ји; јуначе - јунак -е
и) Акцентски знаци се бележе у стручној литератури (обично из граматике) и у обичним текстовима кад је потребно да се означи реч која се од исте речи у суседству разликује само акцентом; нпр.: Сâм сам то увидео. Дошао је да дâ оглас.
ј) Генитивни знак се ставља на крајњи вокал генитива множине кад је потребно означити разлику овога облика од других, најчешће генитива једнине исте заменице. На пример: Из примерâ можете закључити о тој појави. Значи, генитивним знаком је назначено да је то генитив множине, односно да се из више примера може закључити, а не само из једног.

### Скраћенице
У српском језику постоје две врсте скраћеница:
I Скраћенице које настају скраћивањем речи. У читању се изговарају потпуно, као да нису скраћене. И оне се међусобно разликују, а најчешће се употребљавају следеће:
а) скраћенице код којих се скраћивање означава тачком: бр. (број) тзв. (такозвани) ж.р. (женски род) уч. (ученик) и сл. (и слично) в.д. (вршилац дужности) стр. (страна) тј. (то јест) о.г. (ове године)
б) скраћенице за мере, величине, новчане јединице које се пишу без тачке: m (метар) g (грам) USD (амерички долар) cm (центиметар) t (тона) EUR (евро) km (километар) l (литар) JPY (јапански јен) kg (килограм) dcl (децилитар) GBP (британска фунта) mg (милиграм) hl (хектолитар) SIT (словеначки толар) Пошто су то међународне скраћенице пишу се латиницом.
в) Без тачке се пишу и следеће скраћенице: др (доктор), гђа (госпођа), гђица (госпођица).
II Скраћенице које су настале од првог слова или слога сваке речи у вишесложним изразима (сложене скраћенице) читају се различито:
а) неке се читају потпуно као да су сви делови речи написани, а пишу се без тачке, нпр.: ВПШ - Виша пословна школа УН - Уједињене нације ПТТ - Пошта, телефон, телеграф
б) неке постају речи па се читају као скраћенице и мењају по падежима, нпр.: Била сам у САД. Из САД сам донела компакт дискове са оперском музиком.
в) скраћенице преузете из страних језика пишу се како се изговарају и мењају се по падежима, нпр.: Унескова помоћ земљама у развоју је драгоцена. Помоћ у храни и лековима је стигла од Уницефа.

### Историјска филолошка дела
- Вук Караџић: Српски рјечник, 1818.
- Ђура Даничић: Рат за српски језик и правопис, 1847.
- Ђура Даничић: Мала српска граматика, 1850.
- Ђура Даничић: Рјечник из књижевних старина српских, 1. дио,1862.
- Ђура Даничић: Основе српскога или хрватскога језика,1876.
- Стојан Новаковић: Српска граматика, 1902.
- Стојан Новаковић: Примери књижевности и језика, старога и српско-словенскога, 1904.

### Опис и савремена норма
- „Српски језик”. Архивирано из оригинала 09. 04. 2016. г., сајт посвећен српском језику
- Српски језик — речници и алати, Српска дигитална библиотека
- Библиотека Одбора за стандардизацију српског језика
- Речник српског језика на сајту Вокабулар
- „Pavle Ivić: Srpski narod i njegov jezik”. Архивирано из оригинала 04. 03. 2016. г.
- Александар Младеновић: Историја српског језика
- Александар Милановић: Кратка историја српског књижевног језика
- Иван Клајн: Граматика српског језика
- Ivić, Klajn, Pešikan, Brborić: Srpski jezički priručnik
- Pravopis srpskoga jezika, MS
- Miloš Okuka: Srpski dijalekti
- Политика (2008): Новица Ђурић, Црногоризација српског језика
- Срето Танасић: ПОЛИТИЧКИ ЈЕЗИЦИ ПРОТИВ СРПСКОГ: Одговор Одбора за стандардизацију српског језика Заводу за унапређивање образовања и васпитања („Вечерње новости”, 9. новембар 2021)